# Euabalong
Euabalong är en ort i Australien. Den ligger i kommunen Lachlan och delstaten New South Wales, i den sydöstra delen av landet, omkring 450 kilometer väster om delstatshuvudstaden Sydney.
Trakten runt Euabalong är nära nog obefolkad, med mindre än två invånare per kvadratkilometer.. Det finns inga andra samhällen i närheten. 
Omgivningarna runt Euabalong är i huvudsak ett öppet busklandskap. Genomsnittlig årsnederbörd är 539 millimeter. Den regnigaste månaden är februari, med i genomsnitt 114 mm nederbörd, och den torraste är oktober, med 14 mm nederbörd.